# Parc Ornitològic de Pont de Gau
El parc ornitològic de Pont de Gau (en francès: Parc ornithologique de Pont-de-Gau) està situat a la Camarga, a tocar de la carretera RD 570 que porta de les Santes Maries de la Mar a Arles, al departament de Boques del Roine i a la regió de Provença – Alps – Costa Blava. Es va establir el 1949 com un simple zoològic i el 1974 va adquirir la seva condició actual de parc ornitològic.

## Història
L'any 1949, André Lamouroux, un ornitòleg apassionat, va obrir a Pont-de-Gau un espai format per petits aviaris on s'exposaven algunes espècies d'aviram de la Camarga. René Lamouroux, el seu fill, el va succeir l'any 1974 i va transformar l'espai per tal que els visitants poguessin veure en llibertat el màxim d'espècies possibles i obtenir informació a la Maison del parc. La funció d'aquesta és conscienciar els visitants sobre la protecció de l'entorn de la Camarga i la salvaguarda d'aquest medi natural.

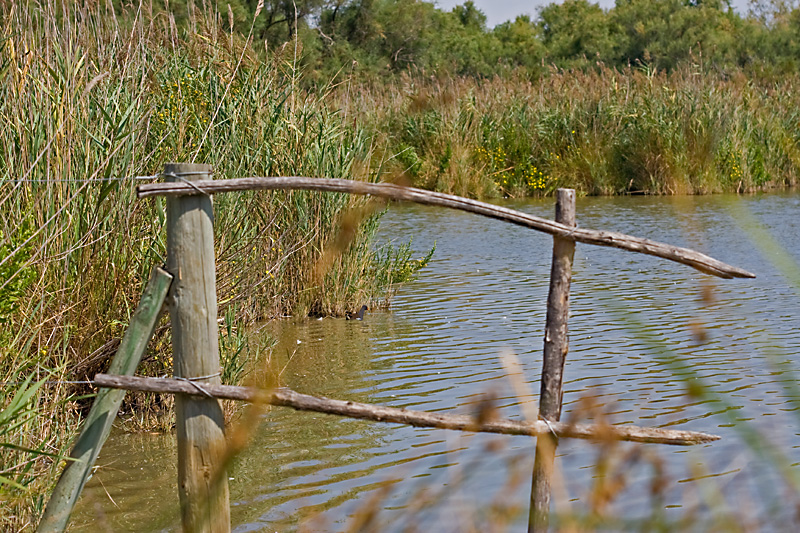
Canyissars al Pont de Gau (Phragmites australis)

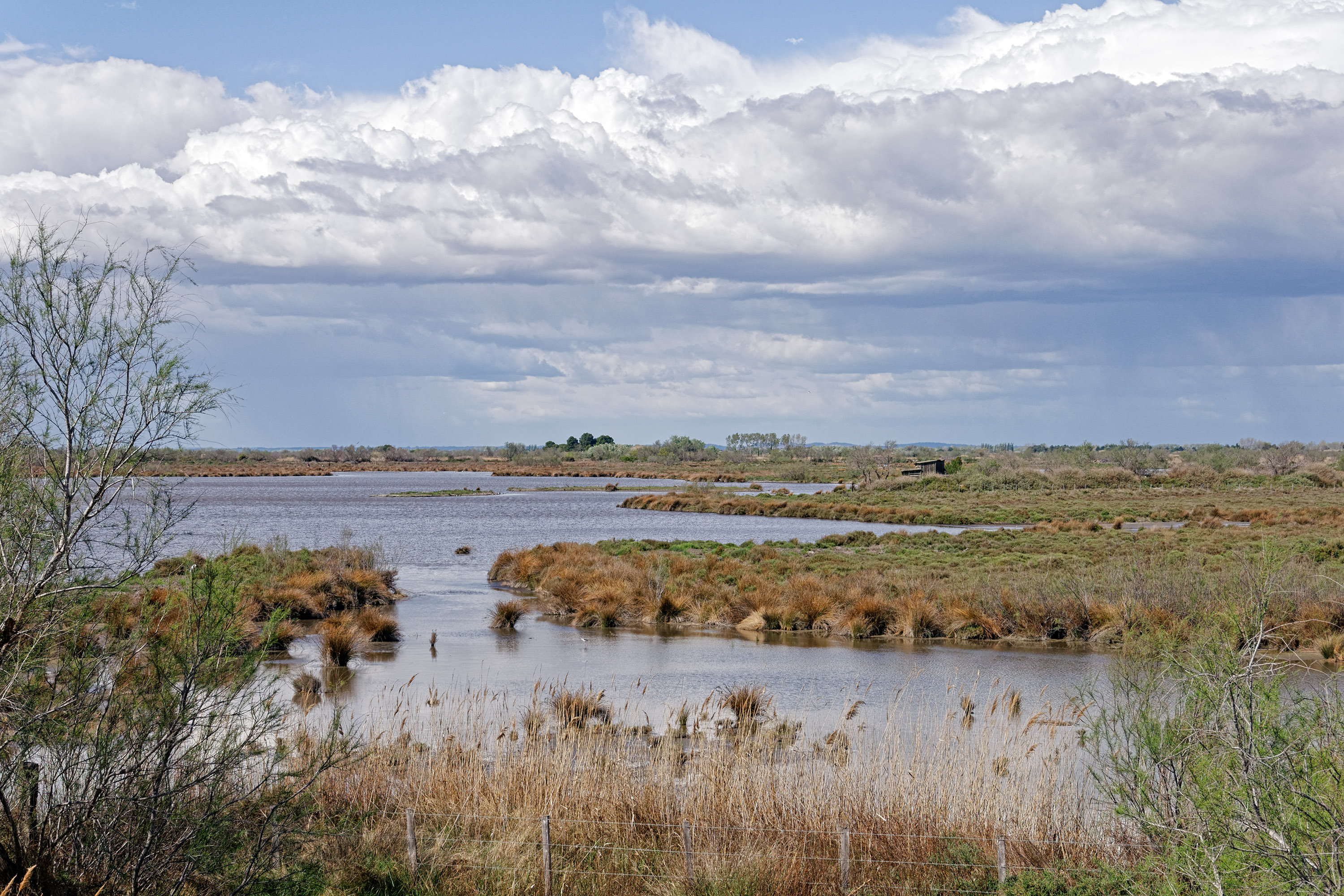
Paisatge del parc

René Lamouroux va ampliar primer la zona amb dotze hectàrees de marjal i va desenvolupar i marcar camins per permetre als visitants apropar-se a la fauna i la flora.. Després, l'any 1987, va llogar el pantà del Ginès al Parc Natural Regional de la Camarga.

## Instal·lacions
El Parc ofereix set quilòmetres de senders de descoberta aptes a tots els públics i accessibles per a persones amb discapacitat. S'ofereixen zones de pícnic. Gràcies a la disposició de terrasses, es facilita al gran públic observar de prop diversos centenars d'ocells. A la sortida, la casa del parc natural regional de la Camarga informa a la ciutadania sobre la Camarga, les seves especificitats, el seu entorn natural i els mitjans per respectar-la.

## Espais naturals
Avui dia, amb 60 hectares, el parc permet descobrir la fauna en el seu entorn natural format per aiguamolls, estanys, canyissars, gespes, maremes salines i terres negres. Aquesta diversitat afavoreix la presència de nombroses espècies d'ocells, tant sedentàries com migratòries.Aquestes espècies inclouen flamencs, ardèids, cigonyes, martinets, xarxets, rapinyaires i molts petits ocells limícoles.

Les aus rapinyaires del parc ornitològic
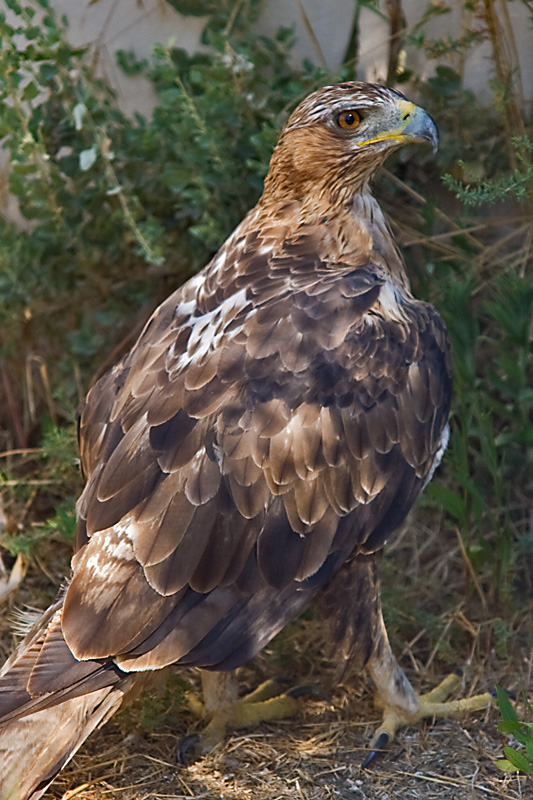
Àguila daurada
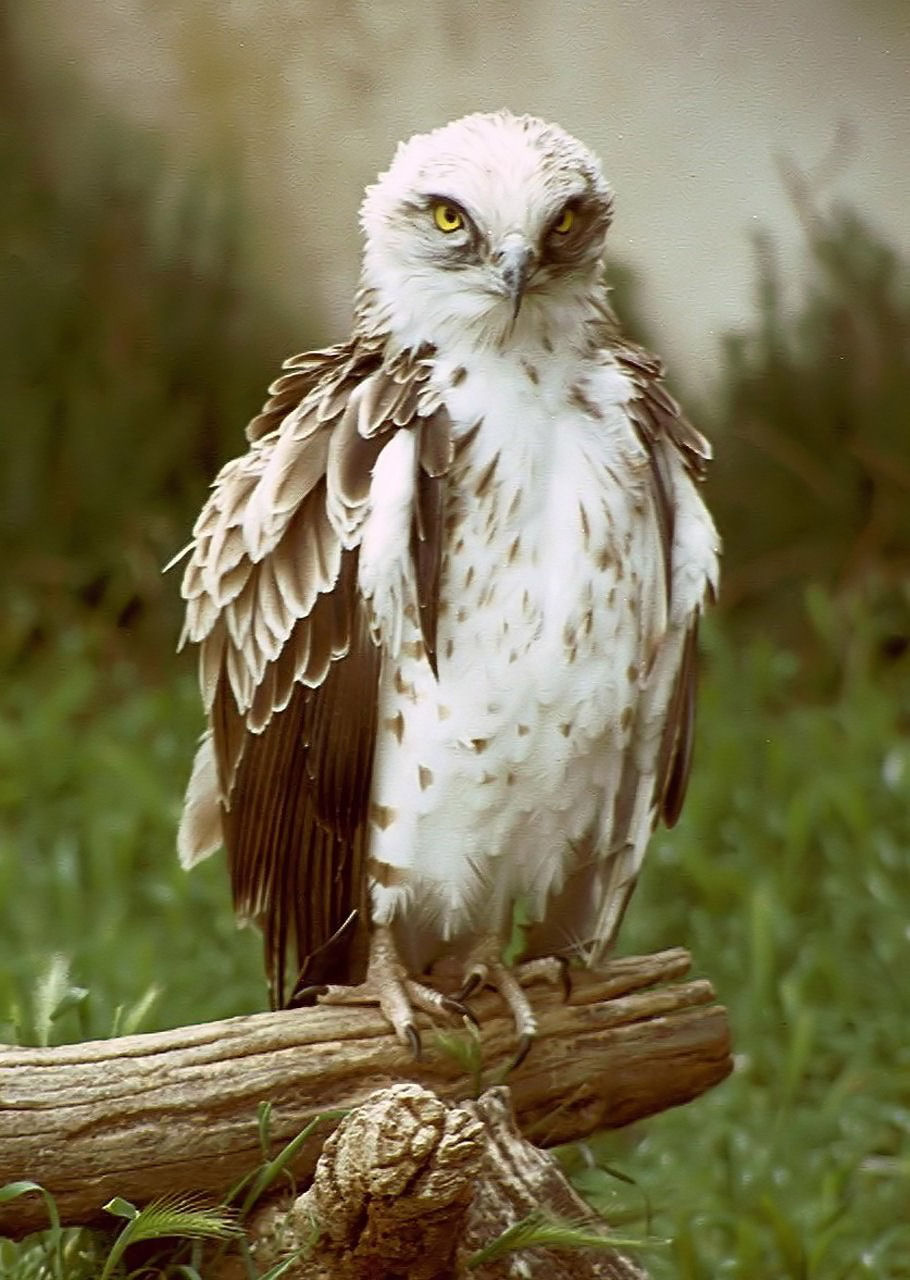
Àguila marcenca
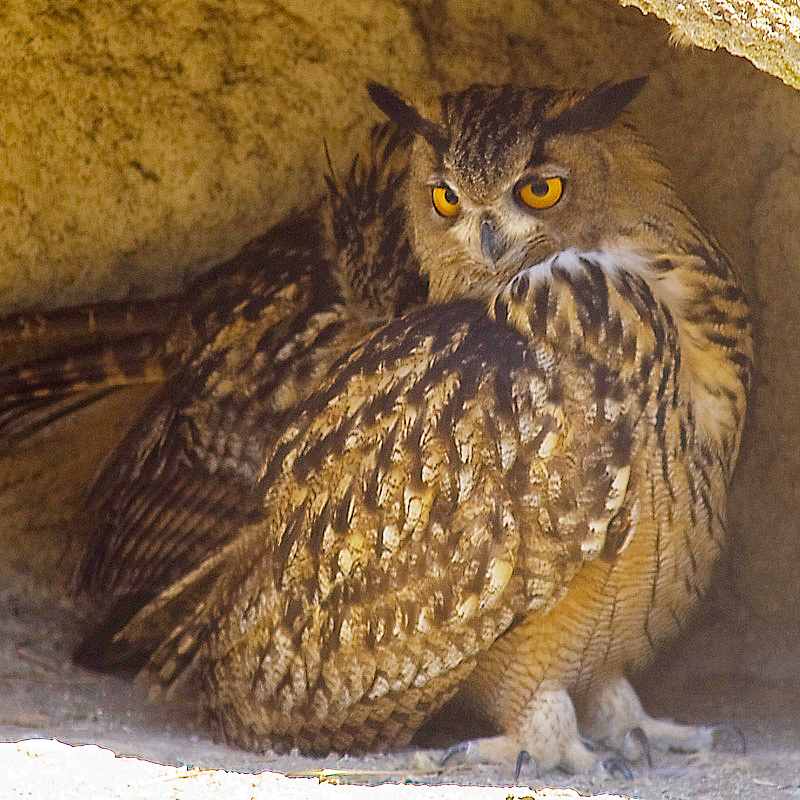
Duc eruroasiàtic
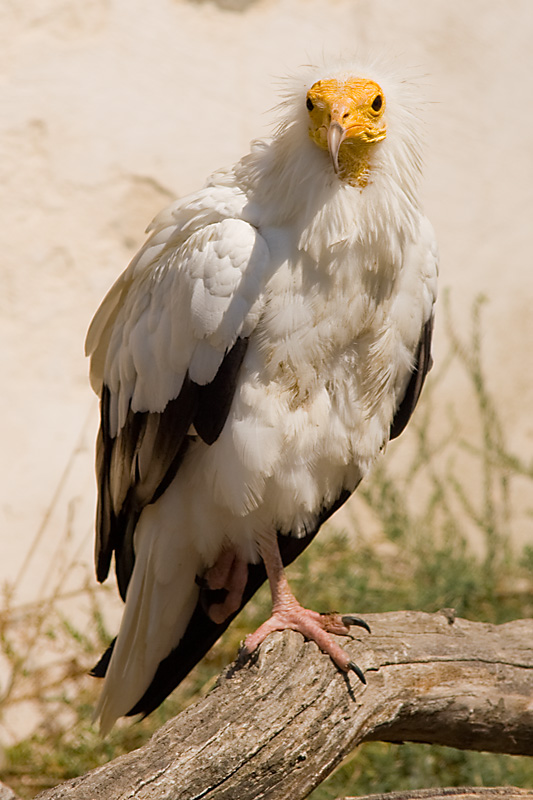
Aufrany

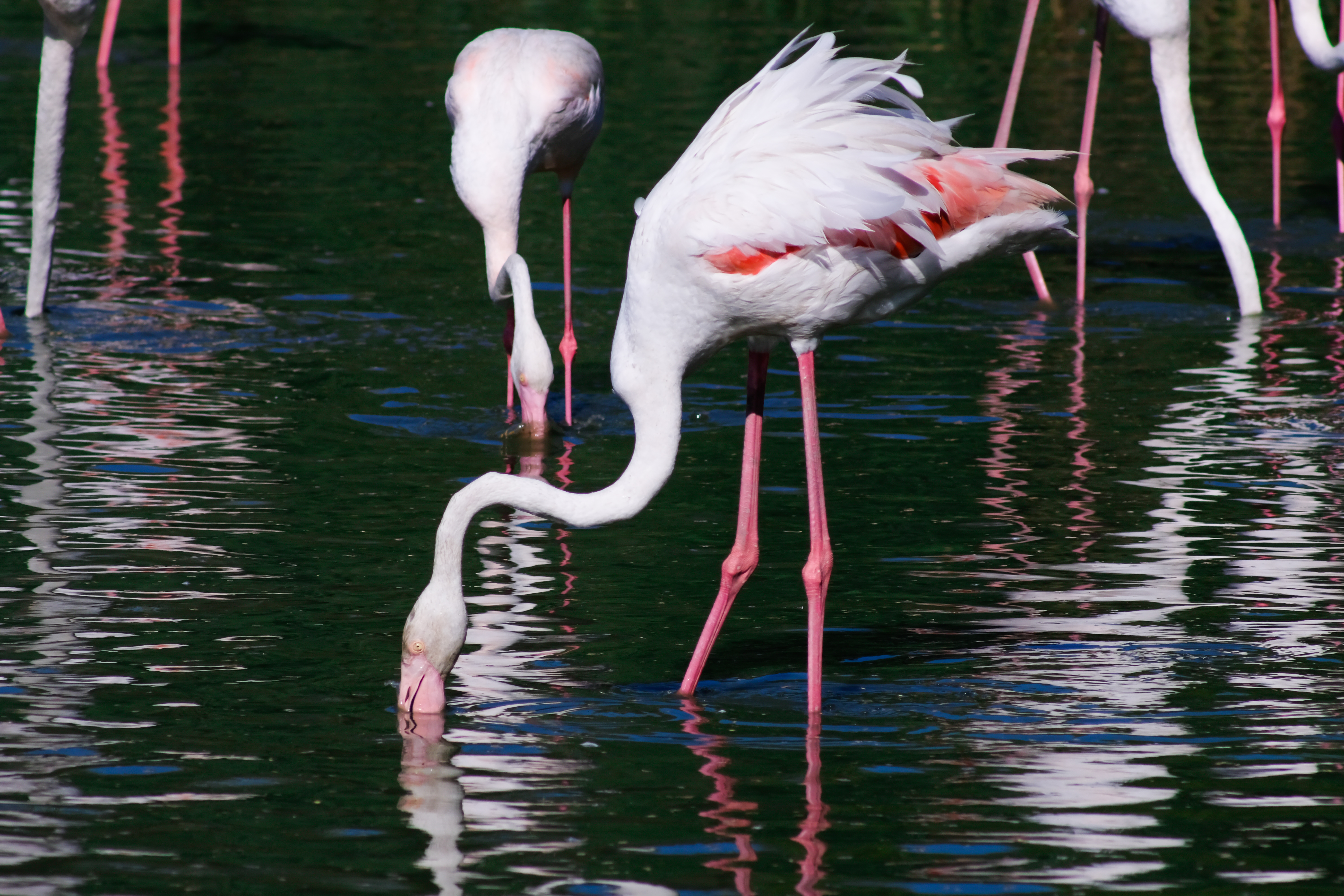
Flamenc rosat
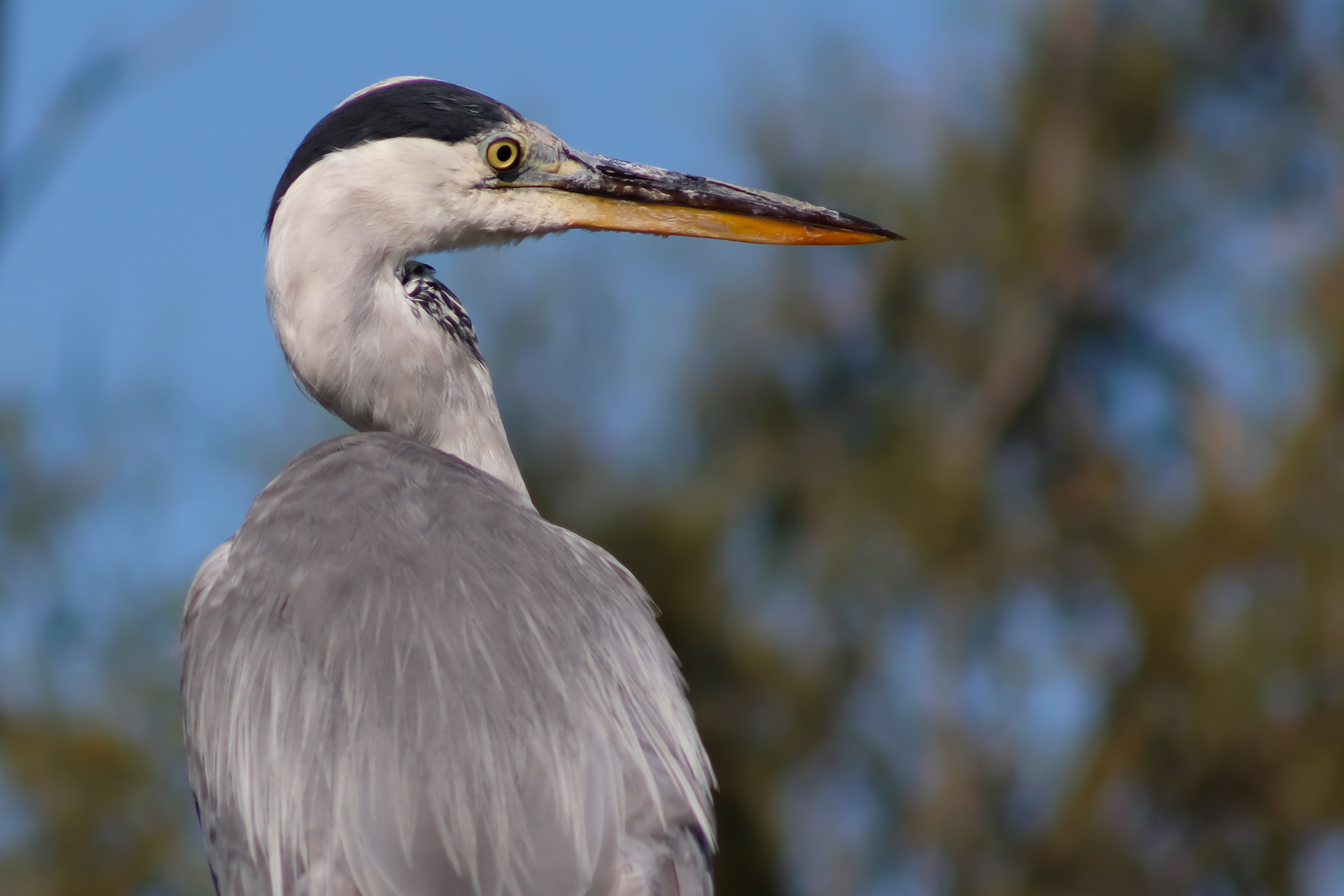
Bernat pescaire
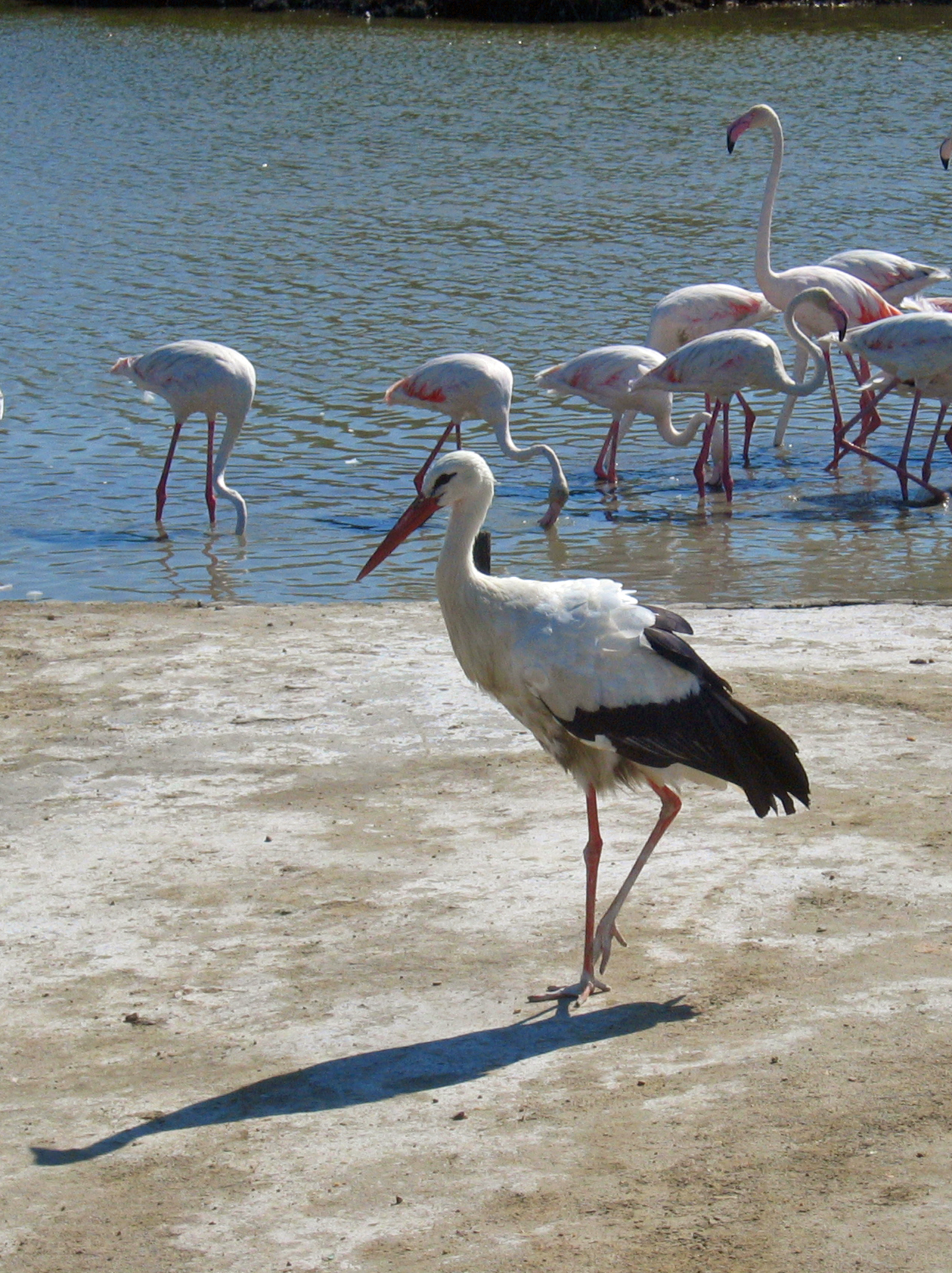
Cigonya blanca i flamencs

## Centre d'atenció i aviaris
Els pocs aviaris del parc acullen ocells discapacitats o amb massa contacte amb els humans com per a poder ser retornats a la natura. S'ha creat un centre d'atenció als ocells de Camarga, que reb, de mitjana, 350 ocells cada any. El 1985, més de 5.000 flamencs van ser recollits i van morir de fam perquè els estanys es van congelar durant els períodes de fred hivernal. El febrer de 2012, el parc va acollir i cuidar aquests ocells emblemàtics de la Camarga, mentre el 90% de les superfícies de l'estany estaven congelades, fet que els impedia alimentar-se.

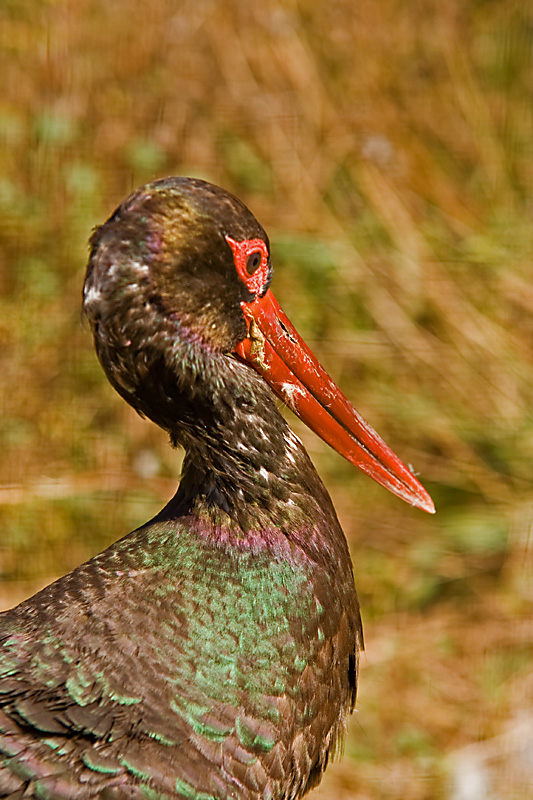
Cigonya Negra
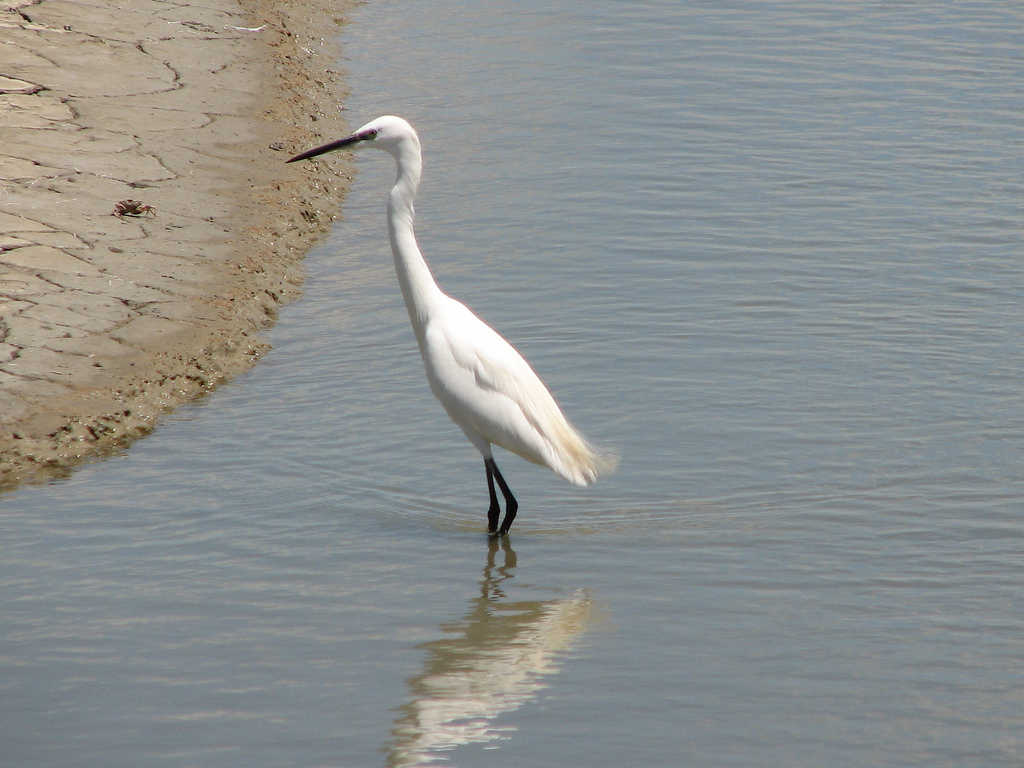
Martinet blanc
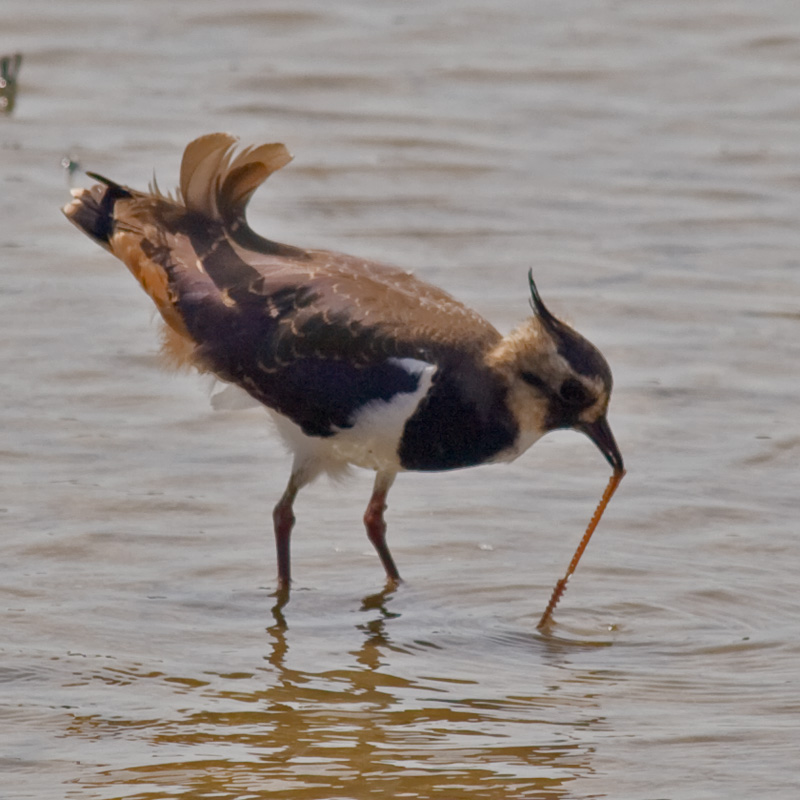
Fredeluga